# Pseudaidia speciosa
Pseudaidia speciosa là một loài thực vật có hoa trong họ Thiến thảo. Loài này được (Bedd.) Tirveng. miêu tả khoa học đầu tiên năm 1986.